# لوریس آرنو
لوریس آرنو (انگلیسی: Loris Arnaud؛ زادهٔ ۱۶ آوریل ۱۹۸۷) بازیکن فوتبال اهل فرانسه است.
از باشگاه‌هایی که در آن بازی کرده‌است می‌توان به باشگاه فوتبال هانوی، باشگاه فوتبال آنژه، باشگاه فوتبال کلرمون فوت، و باشگاه فوتبال پاری سن ژرمن اشاره کرد.